# Lennart Carlsson (fotbollsspelare)
Lennart Wilhelm Carlsson, född 30 januari 1929 i Nynäshamn, död 13 augusti 2000 i Nynäshamn, var en svensk fotbollsspelare, som spelade i AIK under åren 1947–1959, GIF Sundsvall 1960-1962, samt en match i svenska landslaget.